# Piet Keizer
Peter Johannes Keizer (Ámsterdam, 14 de junio de 1943-Ámsterdam, 10 de febrero de 2017), conocido como Piet Keizer, fue un futbolista neerlandés, quien fuera parte del Ajax de Ámsterdam en la década de 1960 y especialmente en la de 1970.

## Trayectoria en el Ajax

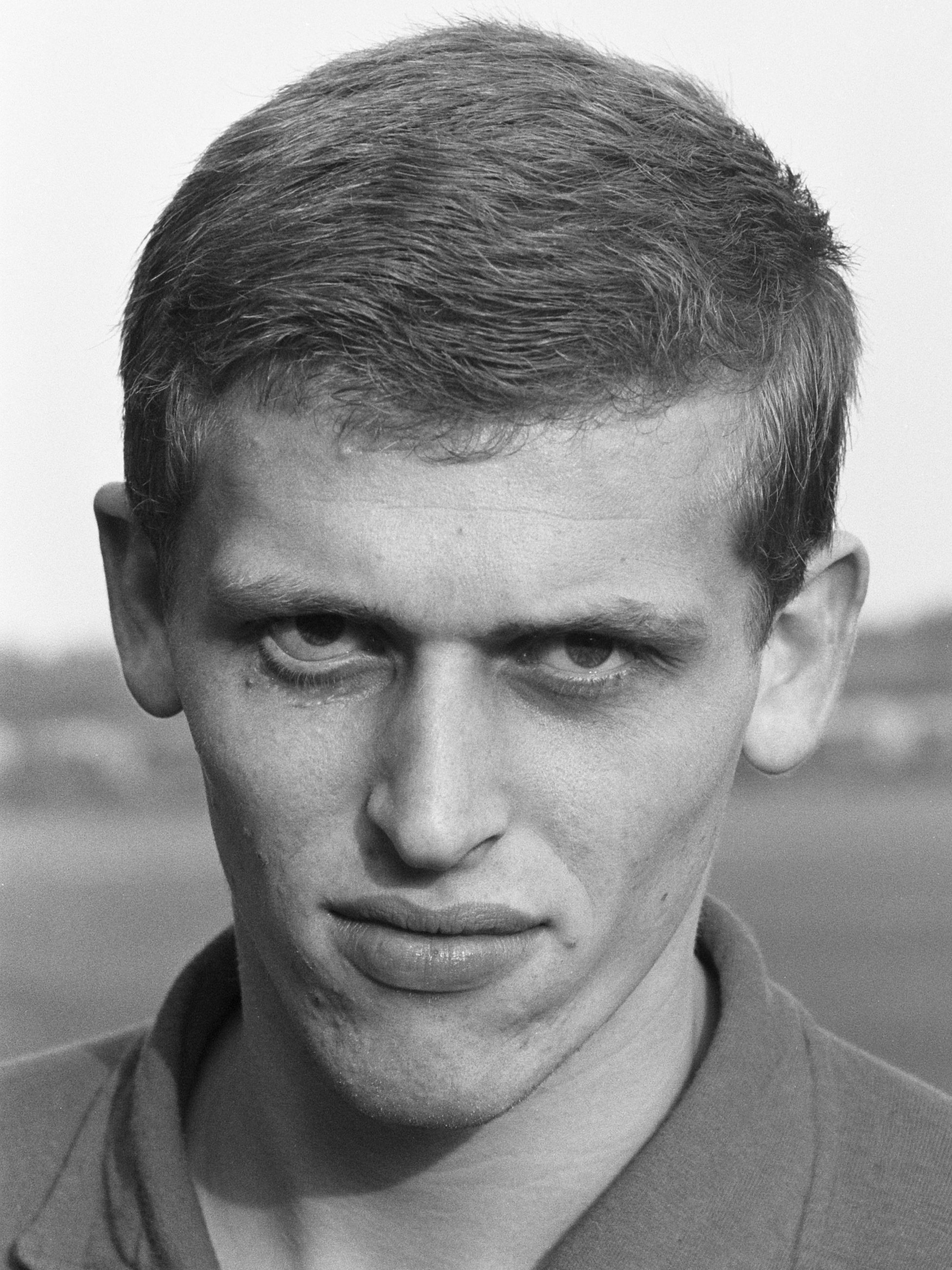
Piet Keizer (1962)

Era un delantero muy inteligente, dotado de buena visión y técnica. Poseía un gran olfato de gol y un gran poder rematador. Se inició en el Ajax, para jugar en 1961 en el primer equipo, y por ese entonces el club neerlandés estaba atravesando una etapa de renovación y formación que desembocaría en la construcción del posiblemente mejor Ajax de la historia. A partir de 1964, el conjunto ajacied comenzó a mostrar su poderío. Primero con el técnico rumano Stefan Kovacs que sentó las bases y luego tras la llegada de Rinus Michels que supo sacar partido a la magnífica hornada de futbolistas que tuvo a su disposición. En aquella época ya jugaban en el club grandes jugadores como Wim Suurbier, Johan Neeskens, el líbero yugoslavo Velibor Vasovic, el mismo Keizer y, principalmente, Johan Cruyff. Cruyff era el símbolo de aquel maravilloso estilo de juego, era el líder que orientaba a sus compañeros en el terreno de juego. Era la voz del entrenador dentro del campo.
Fue el primer jugador profesional surgido en los Países Bajos. Y es que Keizer por su enorme personalidad, además de darlo todo en el campo, no dudó en ningún momento que debía luchar por sus derechos y por los derechos de los futbolistas. Fue el primer futbolista en conseguir un contrato profesional con el Ajax, siendo Cruyff el segundo. Curiosamente discrepancias entre ambos por la capitanía del equipo conducirían a Cruyff al Barcelona.
Durante su estancia en el Ajax, que se prolongó por un espacio de 13 años, conquistó el Campeonato neerlandés en seis ocasiones, además de 4 Copas neerlandesas. A nivel internacional también acumuló un envidiable palmarés, y sufrió la decepción de la derrota en su primera final de la Copa de Europa, en 1969, ante el AC Milan. Pero luego consiguió más éxitos con el conjunto de Ámsterdam, ganando tres veces el título europeo; 2 Supercopas europeas y 1 Copa Intercontinental. Permaneció en el Ajax hasta 1974, cuando se produjo el desmembramiento del equipo con la salida primero de Cruyff, luego de Neeskens y un largo etcétera de jugadores. Mantuvo junto a Arie Haan una serie de diferencias con el nuevo técnico del Ajax, Hans Kraay, que precipitaron la salida de ambos del cuadro neerlandés. Por entonces tenía 31 años y cerraba su paso por el club.

## Su paso por la selección neerlandesa
Hizo su debut con la selección de fútbol de Países Bajos, el 5 de septiembre de 1962, en el partido Países Bajos 8:0 Antillas Neerlandesas. Estuvo presente en el Mundial de Alemania de 1974, donde la selección neerlandesa deslumbró con su juego pero donde tuvo que conformarse con el subcampeonato al caer en la final ante la Alemania Federal de Franz Beckenbauer, Gerd Müller, Wolfgang Overath, Paul Breitner, Berti Vogts y compañía. Jugó su último partido como internacional el 19 de junio de 1974 en el empate sin goles de su selección ante Suecia.
Fue internacional en 34 ocasiones marcando 11 goles.

## Clubes
1960-1976: Ajax de Ámsterdam.

## Palmarés
- 6 Eredivisie: 1966; 1967; 1968; 1970; 1972; 1973.
- 4 Copas neerlandesas: 1967; 1970; 1971; 1972.
- 3 Copas de Europa: 1971; 1972; 1973.
- 2 Supercopas europeas: 1972; 1973 (la de 1972 no es oficial).
- 1 Copa Intercontinental: 1972.